# Neptun fierbinte

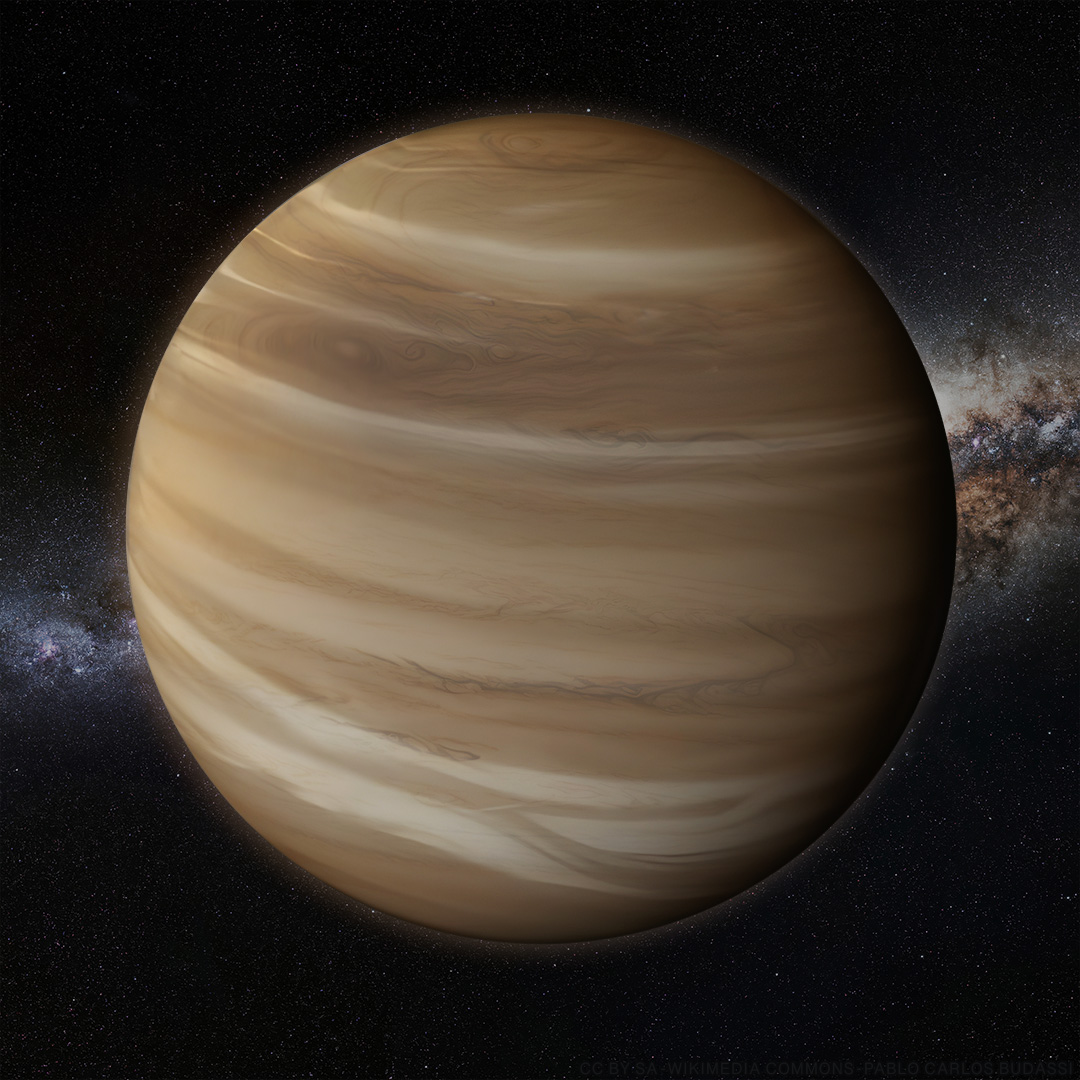
Concepție artistică a unei planete Neptun fierbinte

O planetă Neptun fierbinte  este un tip de planetă uriașă cu o masă similară cu cea a lui Uranus sau Neptun, care orbitează aproape de steaua sa, în mod normal la mai puțin de 1 AU. Primul Neptun fierbinte care a fost descoperit cu certitudine a fost Gliese 436 b în 2007, o exoplanetă aflată la aproximativ 33 de ani-lumină distanță. Observații recente au relevat o populație potențială mai mare de Neptuni fierbinți în Calea Lactee decât se credea anterior. Planetele de acest tip s-ar putea să se fi format fie in situ, fie ex situ.

## Neptun  ultra-fierbinte
LTT 9779 b este primul Neptun ultra fierbinte descoperit cu o perioadă orbitală de 19 ore și o temperatură atmosferică de peste 1.700 de grade Celsius. Fiind atât de aproape de steaua sa și cu o masă aproximativ de două ori mai mare decât cea a lui Neptun, atmosfera sa ar fi trebuit să se evapore în spațiu, așa că existența sa necesită o explicație neobișnuită. O planetă candidată în jurul stelei Vega, ceva mai masivă decât Neptun, a fost detectată în 2021. Orbitează în jurul lui Vega, o stea de clasă A, la fiecare 2,43 zile. Dacă se va confirma temperatura sa de aproximativ 2.500 de grade Celsius ar fi a doua planetă ca temperatură înaltă înregistrată.